# Final Bloodbath Session
Domain of Death è una compilation del gruppo musicale death metal Mortician, pubblicato nel 2002 dalla Primitive Recording.

## Tracce
1. Blown to Pieces - 00:57
2. Embalmed Alive - 00:55
3. Zombie Apocalypse - 02:18
4. Drilling for Brains - 00:46
5. Bone Crusher - 01:07
6. Domain of Death - 02:15
7. Final Bloodbath - 01:10
8. Hacked Up for Barbeque - 02:29
9. Chainsaw Dismemberment - 01:48
10. Worms - 00:35
11. Doctor Gore - 01:35
12. Slaughtered - 00:56
13. The Crazies - 01:07
14. Necrocannibal - 04:17
15. Cremated - 01:41
16. Redrum - 03:13
17. Extinction of Mankind - 00:31
18. Driller Killer - 00:48
19. World Damnation - 01:34
20. Witches Coven - 02:20
21. The Hatchet Murders - 01:32
22. Brutally Mutilated - 00:38
23. Martin the Vampire - 01:23
24. Bloodcraving - 03:08
25. Slaughterhouse - 01:06
26. Mortician - 02:33
27. Lord of the Dead - 01:44
28. Fuck the Middle East (cover dei Stormtroopers of Death) - 00:23

## Formazione
- Will Rahmer - voce, basso
- Ron Kachnic - chitarra
- Roger J. Beaujard - chitarra, drum machine